# 후지이가
후지이 가(일본어: 藤井家 후지이케[*])는 우라베씨의 혈통을 이어받은 당상가이다. 대대로 히라노샤 보관을 겸한 집안으로, 신기대부 우라베노 가네타다의 차남 우라베노 가네쿠니가 선조이다.
26반가 중 하나이고, 종2위 비참의까지 오를 수 있는 집안이다.
에도 시대의 가록은 30석. 메이지 유신 이후, 유키미치가 자작의 작위를 받았다.